# Cinema Goya
El cinema Goya, situat al carrer Rigoberto Albors número 5 d'Alcoi (l'Alcoià), País Valencià, va ser un cinema privat construït l'any 1949, obra de l'arquitecte Roc Monllor Boronat i d'estil art déco valencià.

## Edifici
És obra de l'arquitecte alcoià Roc Monllor Boronat, finalitzada en 1949, que per aquell temps ostentava el càrrec d'arquitecte municipal d'Alcoi. El seu estil formal és el art déco valencià tardà. Les línies art déco són evidents punt en la seua façana principal com en els interiors. Malgrat que es tracta d'una obra tardana dins del art déco valencià, el seu valor arquitectònic i històric és notori en ser un dels pocs exemples d'arquitectura art déco a Alcoi, juntament amb el pont de Sant Jordi.
L'obertura del cinema al públic es va realitzar el 16 de novembre de 1949 amb la projecció de la pel·lícula La mies es mucha. Finalment el cinema va ser tancat al públic el 30 de juny de 1993 després de l'última projecció de la pel·lícula Iron Eagle III. Va ser l'últim cinema d'Alcoi a tancar de la dotzena que hi havia a la ciutat a principis i mitjans del segle xx.

## Bomba del 26 de setembre de 1978
El 26 de setembre de 1978 va esclatar una bomba en els lavabos del cinema, durant l'estrena i projecció de la pel·lícula La portentosa vida del Pare Vicent del director valencià Carles Mira. No va haver-hi cap ferit i la projecció no va ser interrompuda, però l'atemptat va tindre una àmplia repercussió i va causar importants desperfectes a l'edifici. Va ser atribuït a grups de ultradreta.
La pel·lícula narrava la vida de Sant Vicent Ferrer (interpretat per Albert Boadella) d'una manera satírica i humorística, cosa que va indignar als sectors conservadors i catòlics més radicals de l'època. Bona part de la pel·lícula va ser rodada a Alcoi, concretament a la vall de Polop i en la serra de Mariola, i en la mateixa van participar nombrosos extres i actors de teatre alcoians, motiu pel qual l'estrena es va realitzar a Alcoi.
La pel·lícula va ser retirada de la cartellera del cinema Goya després de la seua estrena, malgrat les gestions del seu director, Carles Mira, i no va tornar a ser exhibida en una sala de cinema fins al novembre de 1981, a València, tres anys més tard. Aquestes circumstàncies anòmales van frustrar el rendiment comercial i econòmic de la mateixa.

## Polèmica urbanística
L'ajuntament d'Alcoi va autoritzar la demolició de l'edifici l'any 2010 per a la construcció d'oficines i places d'aparcament per no comptar l'edifici amb cap protecció urbanística, però l'oposició popular, amb la creació d'una plataforma i la recollida de signatures, va fer que l'ajuntament es replantejara la situació urbanística de l'edifici.
Finalment, l'any 2011, el consistori alcoià es va comprometre a anul·lar la seua demolició i protegir la seua façana. Actualment, l'edifici es troba en un limbe, sense un destí clar que pose fora de perill el seu valor arquitectònic i històric.